# Albert Geudens
Albert Geudens, né à Malines le 3 janvier 1869 et mort à Schaerbeek, le 28 mars 1949, est un peintre, graveur, aquafortiste, pastelliste et concepteur d'affiches belge.
Son champ pictural couvre les vues de ville, les intérieurs, les natures mortes aux fleurs et les portraits. Ses œuvres sont conservées au Musée Jakob Smits, au Musée des Beaux-Arts de Reims et au Musée d'Art et d'Histoire de Genève.

## Biographie

### Famille
Albert (Albert Charles Christine Edouard) Geudens, né rue de la Chèvre no 33 à Malines le 3 janvier 1869, est le fils de l'ouvrier peintre Jean François Geudens (1835) et d'Anne Marie Ludwine Polspoel (1838-1877). Il épouse à Bruxelles le 31 octobre 1908 Fernande Jeanne Warnie (née à Bruxelles le 26 mai 1884),.

### Formation
Albert Geudens se forme d'abord à l'Académie des beaux-arts de Malines, auprès de Willem Geets. Ensuite, de 1890 à 1891, il parfait sa formation artistique à l'Académie royale des beaux-arts d'Anvers, où il bénéficie des cours d'Albrecht De Vriendt Il obtient plusieurs premiers prix au concours annuel de l'académie en 1891, dont celui assorti à la médaille d'excellence de la classe de dessin d'après l'antique.

### Carrière
Albert Geudens se fait connaître du public en exposant Un incendie au village au Salon de Bruxelles de 1893.
Lors de la Première Guerre mondiale, Albert Geudens quitte Malines et travaille à Bussum aux Pays-Bas. À son retour, il s'établit à Schaerbeek, où il meurt Le 28 mars 1949, à l'âge de 80 ans.

## Œuvre

### Caractéristiques

Affiche représentant la ville de Malines par Albert Geudens (1920).

Son champ pictural couvre les vues de ville, les intérieurs, les béguinages, les natures mortes aux fleurs et les portraits. On connaît également de lui une affiche représentant la ville de Malines en 1920.

Lorsqu'Albert Geudens expose ses œuvres au Cercle artistique et littéraire de Bruxelles en janvier 1912, la comtesse de Flandre visite le salon. Le critique Sander Pierron écrit dans L'Indépendance belge : 

« Albert Geudens a rassemblé une ample série de ses intérieurs flamands, anciens logis bourgeois, où tout proclame les mœurs patriarcales et délicieusement traditionnelles de bonnes gens qui vivent dans l'affection des parents et des choses familières. Nous connaissons son métier vigoureux et trop peu souple, son coloris estompé et son sens poétique des intérieurs calmes et heureux. »

En janvier 1937, le quotidien Le Soir publie un article complet lorsqu'Albert Geudens expose à la Petite galerie de Bruxelles « une abondante série d'aquarelles et de peintures à l'huile, dont la technique habile et soigneuse, respectueuses des leçons traditionnelles, évoque l'atmosphère calme et recueillie des vieilles cités flamandes. Albert Geudens excelle à rendre la matière des choses : dans une série d'œuvres consacrées à Notre-Dame de Bruges, par un jeu savant de bruns, de gris et de noirs, il a su donner toute la valeur et leur force expressive aux murailles chaulées, au vitrail et aux tapis. Ce sont les mêmes qualités qu'on appréciera dans ses études d'intérieurs flamands et de béguinages. Peintre de natures mortes, il juxtapose l'étain et la porcelaine, les champignons et les pots de grès en donnant aux choses leurs qualités propres. Ajoutons que quelques bons dessins complètent cette exposition. »

### Expositions

#### Salons triennaux
- Salon de Bruxelles de 1893 : Un incendie au village[4].
- Salon de Gand (XXXVIe) de 1895 : Portrait[8].
- Salon d'Anvers de 1898 : Chimère[9].
- Salon de Gand (XXXVIIe) de 1899 : Chimère ! [10].
- Salon de Bruxelles de 1903 : Rue en Flandre[11].
- Salon de Bruxelles de 1907 : deux toiles : Le Grand jour, Coin derrière l'église et trois aquarelles : Il neige, La Madone et Des fleurs à la fenêtre[12].
- Salon d'Anvers de 1908 :
- Exposition au Cercle artistique et littéraire de Bruxelles en janvier 1912 : L'École du soir, Printemps, Intérieur ensoleillé, Le Vieil hôtel, L'Escalier de la tour et Intérieur de béguinage (aquarelles) ; Le Vieil escalier, La Maison sur le quai, Le Parloir, La Visite et Étude de blanc (huiles)[6].
- Salon de Bruxelles de 1914 : Chez M. Van Branteghem et La Cuisine du Cheval blanc[13].
- Salon de Gand de 1925.

#### Autres expositions
- Salon des Aquarellistes et des pastellistes : 1906, 1907 et 1908.
- Salon de L'Estampe de 1908 : La Madone.
- Exposition du cercle Le Sillon de 1908.
- Exposition du Cercle artistique et littéraire à Bruxelles de 1912.
- Salon de printemps de 1913 : un pastel.
- Salon d'automne de 1920.

### Galerie

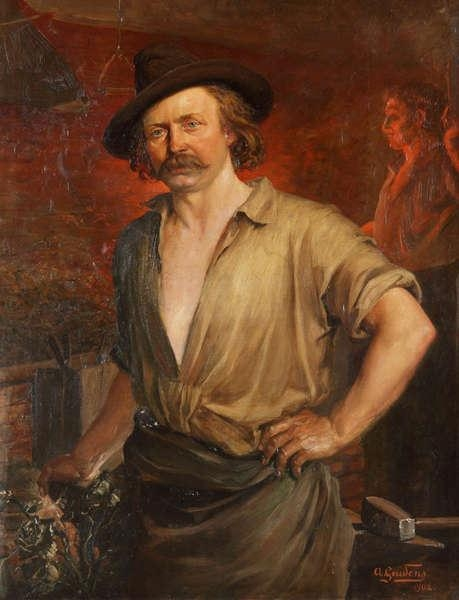
Portrait de Lode Van Boeckel (1902).
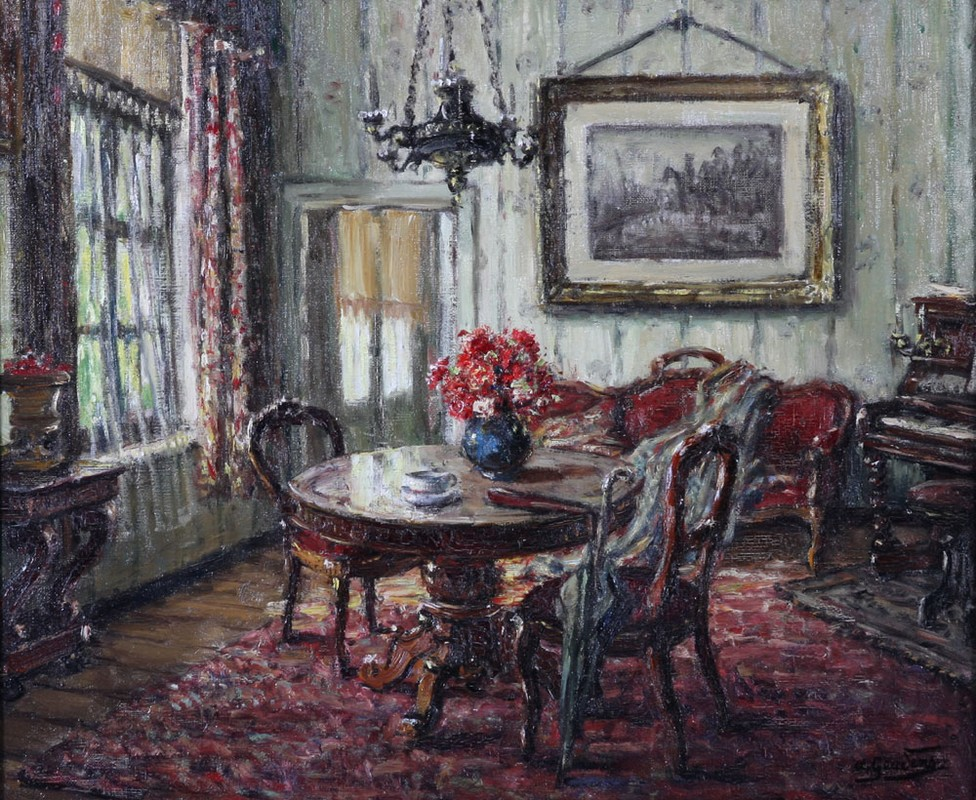
Scène d'intérieur.
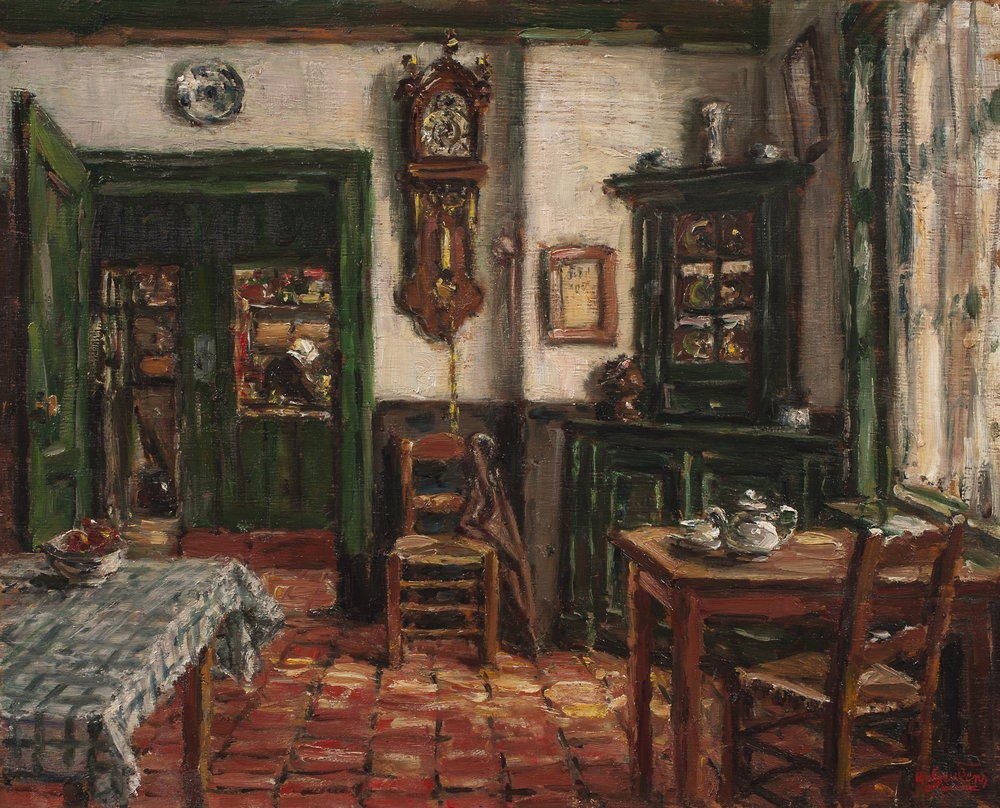
L'Auberge.
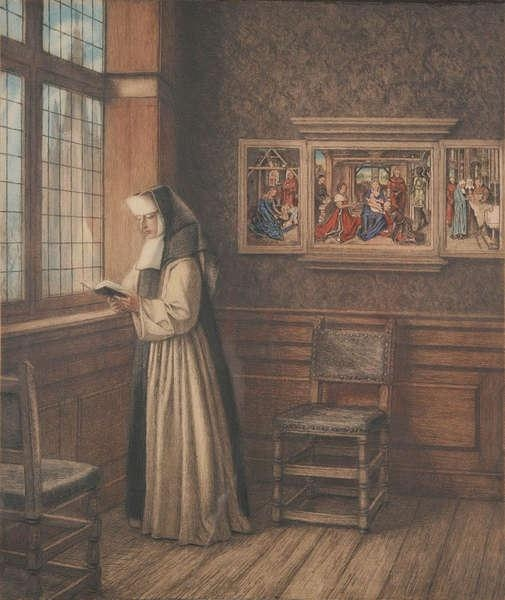
Sœur à la fenêtre (1920).
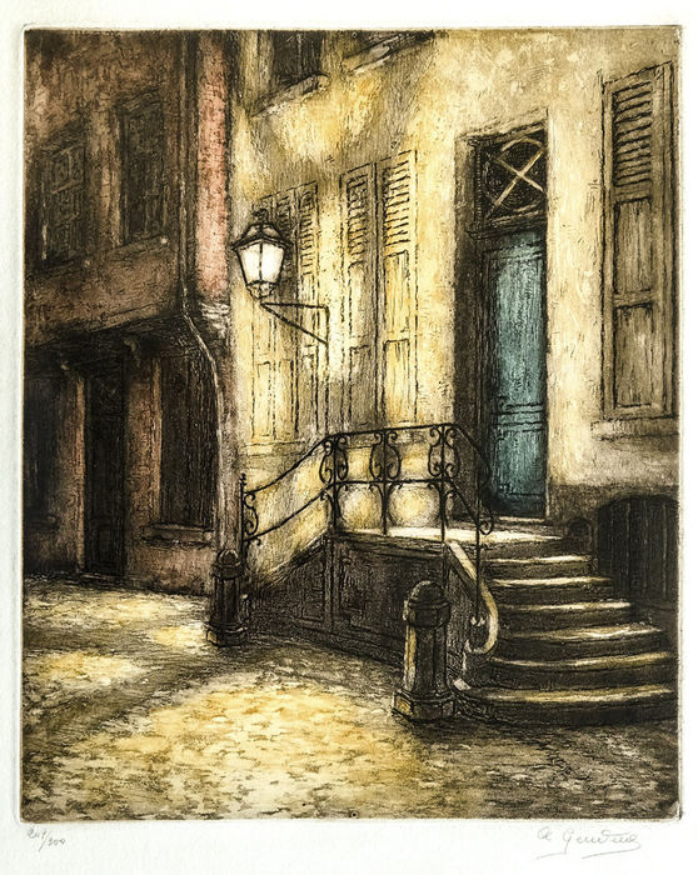
Soir (vers 1920).

### Collections muséales
- Musée Jakob Smits : L'Alcôve jaune, sans date, gravure en couleurs, inventaire no 0433, format 60 × 49 cm[14].
- Musée des Beaux-Arts de Reims : Grange à Lissewege près Bruges, sans date, huile sur toile, inventaire no 946.6.63, format 60,1 × 50,5 cm, don Idée française à l'étranger (section belge), 1946[15].
- Musée d'Art et d'Histoire de Genève : Saint-Rombaut, Malines, sans date, eau-forte, inventaire no E 2019-0229, format 27 × 20,5 cm[16].

## Honneur
- Chevalier de l'ordre de Léopold[5].